# Plauci (jurista)
Plauci (en llatí, Plautius) va ser un jurista romà del segle i, citat per Sext Pomponi, cosa que indica que ja va viure abans que aquest jurista.
El jurista Juli Paule va escriure una obra titulada Libri ad Plautium, cosa que indicaria que tenia una certa importància. També Javolè va escriure cinc llibres referits a Plauci, i Pomponi en va escriure set. És citat, també, per Neraci Prisc; i se suposa, per això, que va viure en temps de Vespasià.